# Čuanrongi
Čuanrongi (kitajsko 犬戎, pinjin Quǎnróng), včasih omenjeni tudi kot  Bajgou (白狗, Beli psi) ali Bajlang (白狼, Beli volkovi) so bili etnična skupina, dejavna v severozahodnem delu Kitajske med in po dinastiji Džov (1046–221 pr. n. št.). Njihov jezik ali jeziki so spadali v tibeto-burmansko vejo kitajsko-tibetanskih jezikov. 

## Zgodovina
V Knjgi poznega Hana je zapis: 
Sovražniki nekdanjega cesarja Gaošina, očeta cesarja Jaoja, so bili Čuanrongi. Cesar je bil deležen nasilne invazije, vendar se ni maščeval.
Razprave Džova v knjigi Gvoju poročajo, da je v času kralja Muja iz Džova moč Čuanrongov postopoma naraščala. Zaradi konfliktov je kralj razmišljal o kaznovalni ekspediciji proti njim. Vojvoda Džaj je bil proti očetovemu načrtu: "To ni priporočljivo. Nekdanji slavni cesarji niso zagovarjali uporabe sile". Kralj Mu ga ni poslušal, ampak je v naslednjem spopadu nepričakovano zmagal in zajel pet kraljev Čuanrongov skupaj s petimi belimi volkovi in petimi belimi jeleni. 
Leta 771 pr. n. št. je markiz Šen povabil Čuanronge, naj se mu pridružijo v napadu na kralja Jouja iz Džova.  Združena vojska je  zasedla prestolnico  Džova Haodžing, ubila kralja Jouja in ujela njegovo priležnico Bao Si. Napadalci so nato od Džova pobrali davek, ukradli devet trinožnih kotlov in odšli. Vojvoda Šjang iz Čina je poslal vojsko, da bi pomagala Džovu, in  vojake, da bi pospremili sina kralja Jouja v vzhodno prestolnico Čengdžov, s čimer je končala dinastija Zahodni Džov in začela dinastija Vzhodni Džov ter obdobje pomladi in jeseni.  
V času cesarja Minga iz Hana (vladal 58–75 n. št.) je bilo rečeno: 
Več kot 1,3 milijona gospodinjstev, približno šest milijonov ljudi, daje poklone Belim volkovom in drugim klanom.
Med vladavino cesarja Tajdzonga iz Tanga (vladal 626–649 n. št.) je dvorni akademik Liu Kang potožil: 
Čuanrongi so prestopili gorske prelaze Gansu in vstopili v glavno mesto (Tanga) (Šjan) brez prelivanja krvi ...
Tradicionalno oporišče Čjanrongov je bilo sodobno mesto Vejrong v okrožju Džingning v Gansuju.

## Vira
- Lectures on Wolf Totem (kitajsko) (Retrieved February 2010)[mrtva povezava]
- Jiang Rong, Howard Goldblatt (prev.). Wolf Totem. Penguin. ISBN 978-1-59420-156-1.